# Astronomie en Thaïlande
Divers instituts et programmes de recherche en astronomie sont en place en Thaïlande. Le plus important de ces instituts est l'Institut national de recherche astronomique de Thaïlande (NARIT).
L'Observatoire national thaïlandais (TNO), situé dans le parc national de Doi Inthanon sur le plus haut sommet de la Thaïlande, est la principale installation de l'Institut national de recherche astronomique de Thaïlande (NARIT).

## L'Institut national de recherche astronomique de Thaïlande (NARIT)

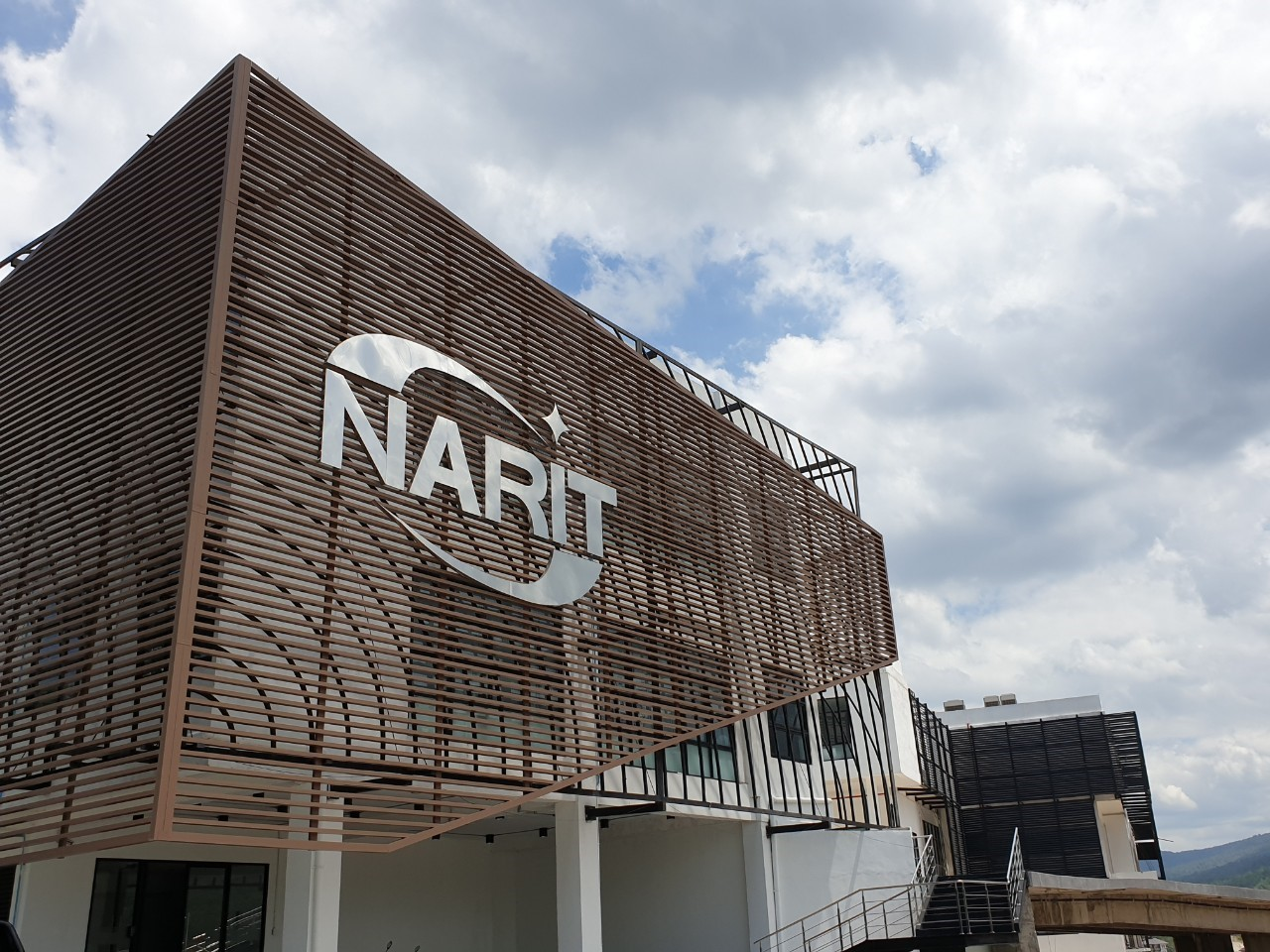
Bâtiment principal du NARIT

## L'Observatoire national thaïlandais (TNO)

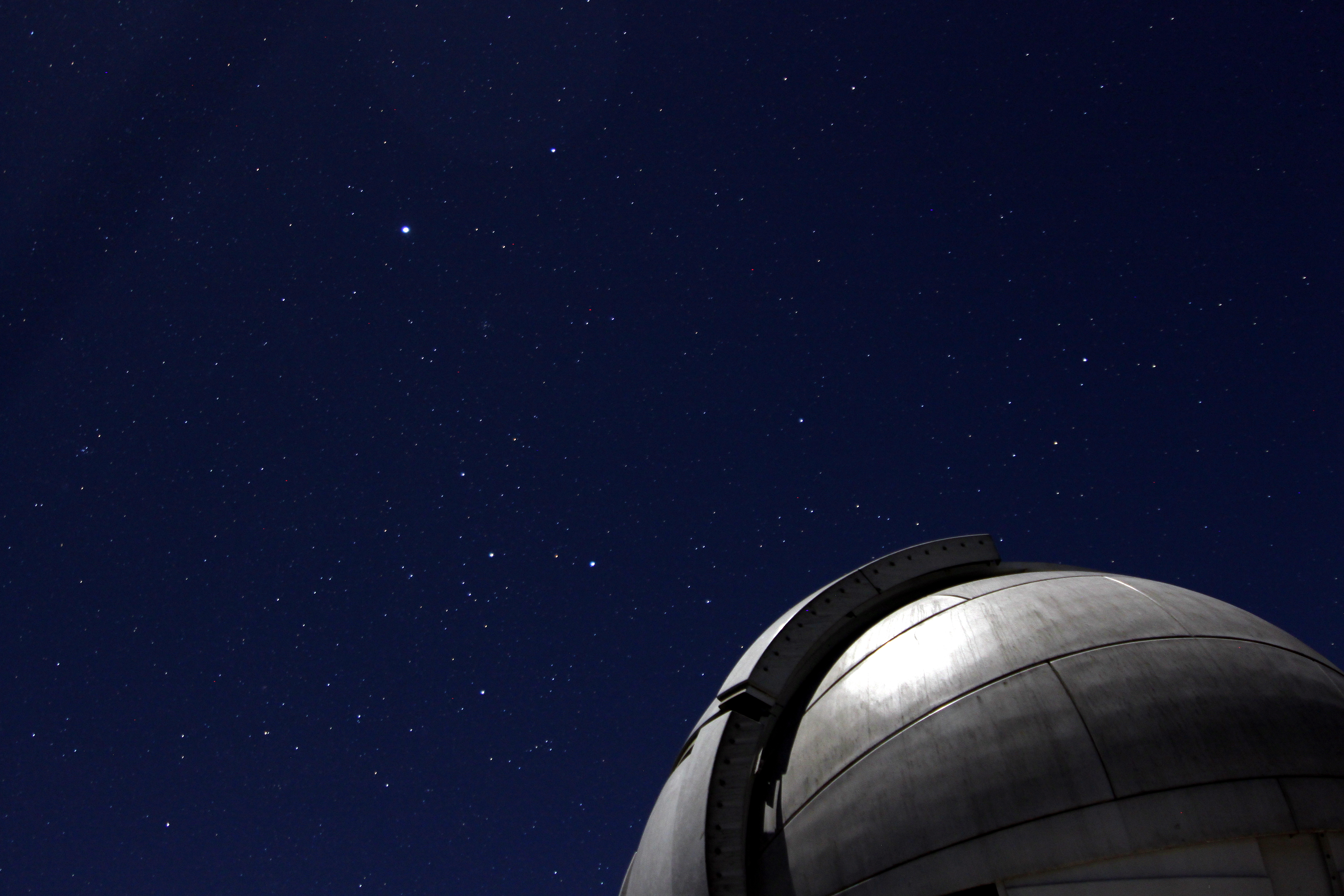
L'étoile Sirius vu de l'Observatoire national thaïlandais

## L'Observatoire de Chachoengsao

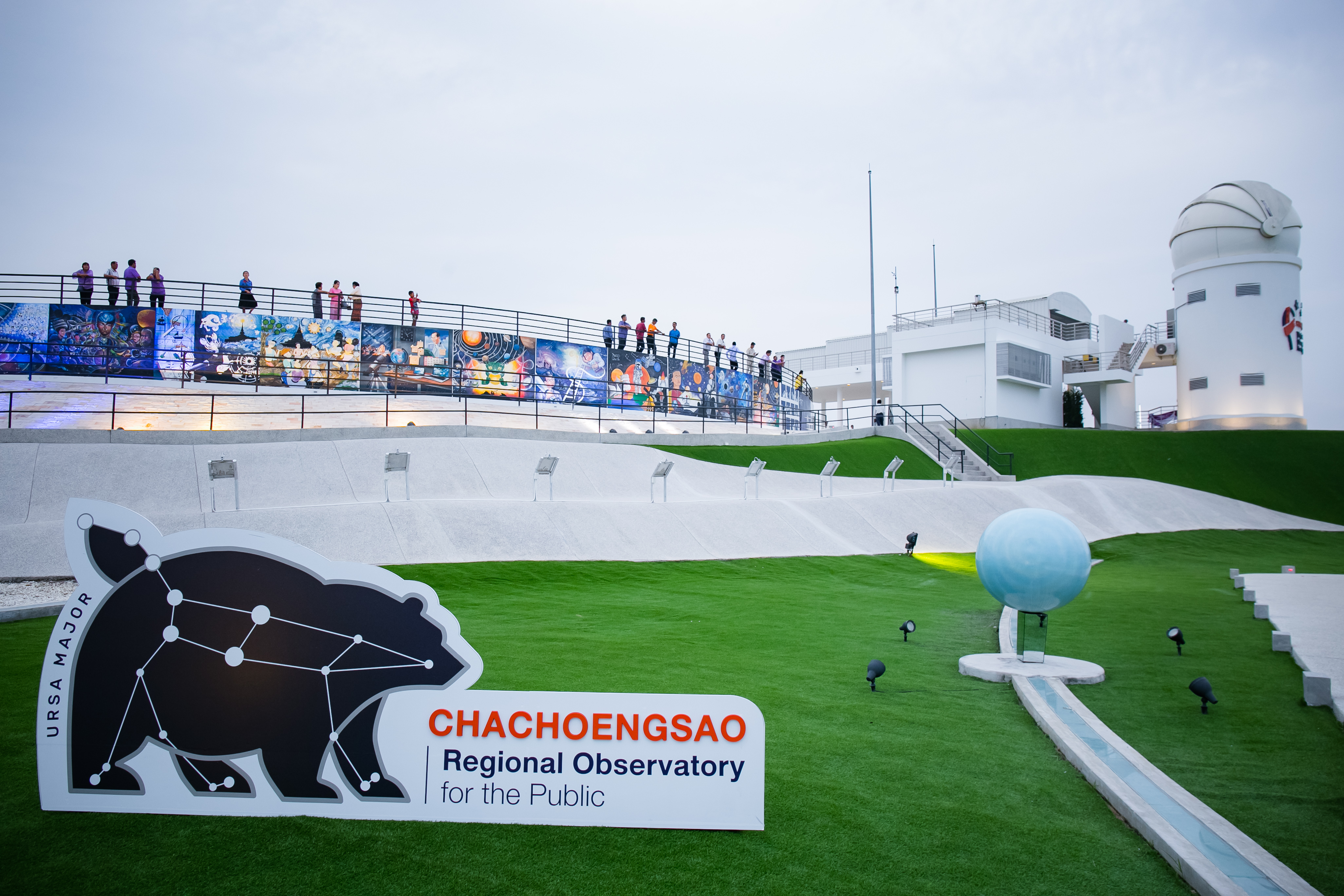
Observatoire astronomique public de Chachoengsao

Le 2 février 2018, l'Institut national de recherche astronomique de Thaïlande a inauguré un nouvel observatoire dans l'est de la province de Chachoengsao. Il s'agit du deuxième observatoire public thaïlandais à fournir des services universitaires liés à l'astronomie au grand public, en dehors de la capitale. L'observatoire de Chachoengsao abrite également une exposition sur l'astronomie avec des activités interactives, dont 14 zones d'apprentissage virtuel, 6 bases télescopiques et des équipements d'observation modernes.